# Llanquihue-tó
A Llanquihue-tó (spanyolul Lago Llanquihue) Chile második legnagyobb tava. Neve helyi indián nyelven azt jelenti, hogy lesüllyedt hely.

## Földrajz
A tó Chile középpontjától délre, Los Lagos régióban, Llanquihue és Osorno tartományok határán található. Alakja szabálytalan, de mind hossza, mind szélessége 42–43 km. 877 km²-es területével ez az ország második legnagyobb tava. Kialakulása a hatalmas hóviharoknak köszönhető, amelyek lassan kivájták a tó medencéjét, ahol így az utolsó jégkorszak után össze tudott gyűlni a környező területeken elolvadó jégből származó víz. Jellegzetes tájképi elem a tó közelében emelkedő két vulkán, az Osorno és a Calbuco.
A parton több település helyezkedik el, közülük a legnagyobbak a délnyugati Puerto Varas és Llanquihue, a nyugati Frutillar és az északi Puerto Octay. A vidék kedvelt turisztikai célpont, egyrészt a gazdag élővilág, másrészt a táj szépsége és a települések építészeti értékei miatt. A tavat egy 185 km-es, részben aszfaltozott úton lehet megkerülni. A tóban vízisportok (például kenu, vízisí, úszás, horgászat, vitorlázás és hullámlovaglás) űzésére is lehetőség van.
Az éghajlat mérsékelt, viszonylag sok esővel, amelyek egész évben jellemzőek. A hőingadozás a tenger közelsége miatt alacsony.

## Élővilág
A környéken sokféle örökzöld növény jellemző, például a Nothofagus pumilio és a Nothofagus dombeyi nevű bükkfavirágú, a vörösfenyők és az Aextoxicon punctatum. Az állatok közül a rókák, a kodkodok, a Conepatus nemhez tartozó bűzösborzfélék, a vörös vércsék és az araukana galambok az említésre méltók.

## Képek

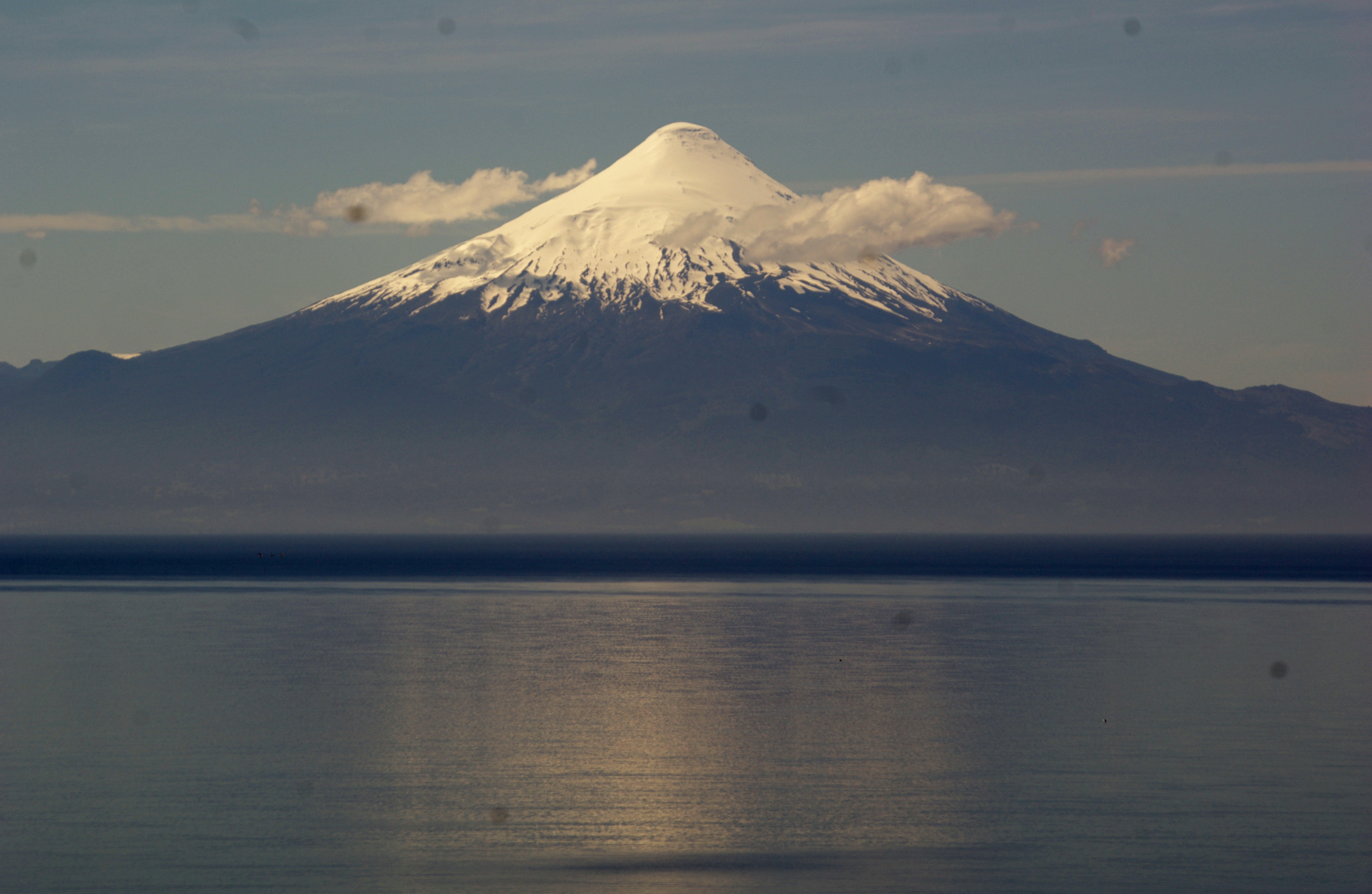
A tó és az Osorno vulkán
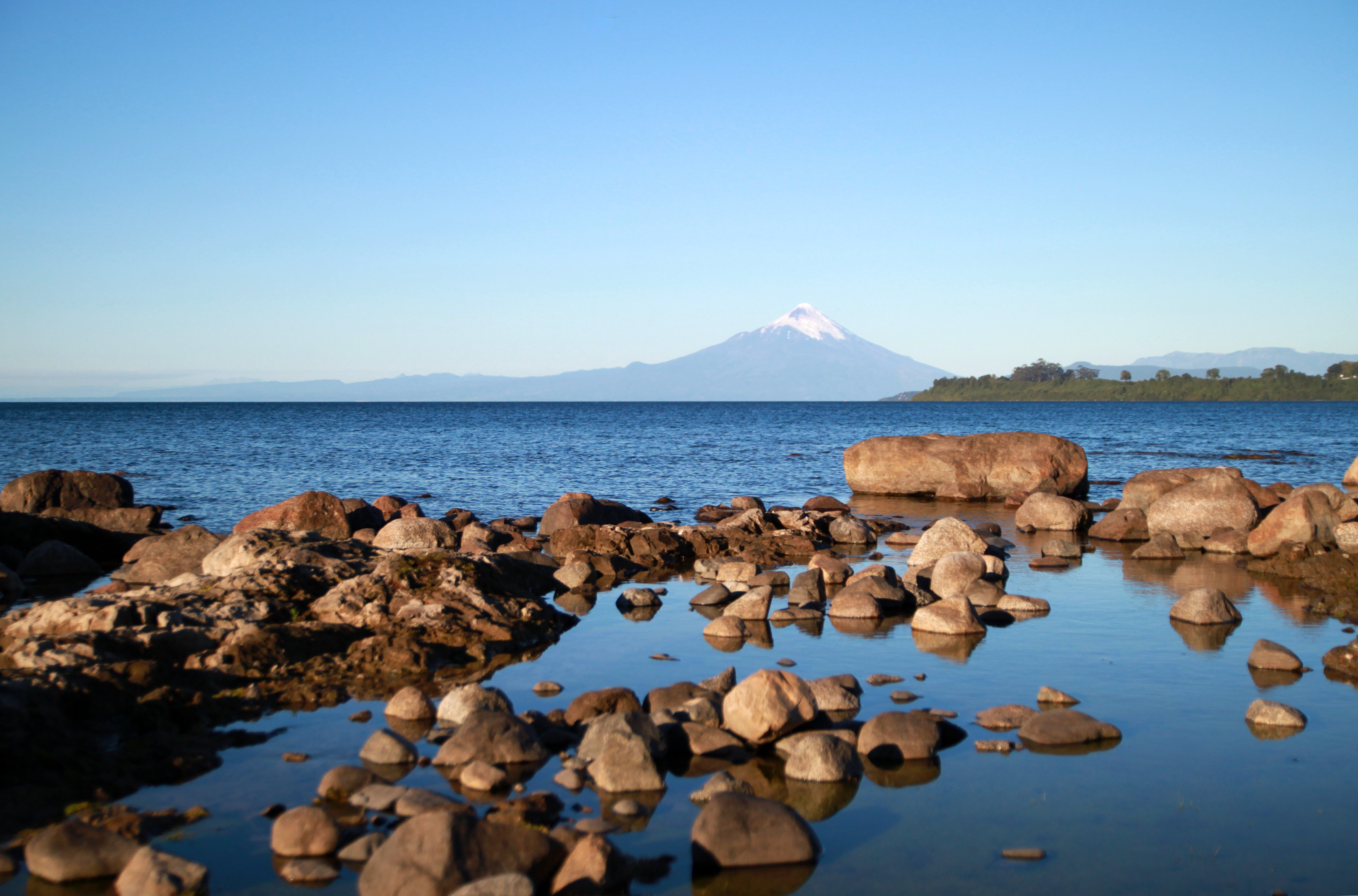
Parti kövek
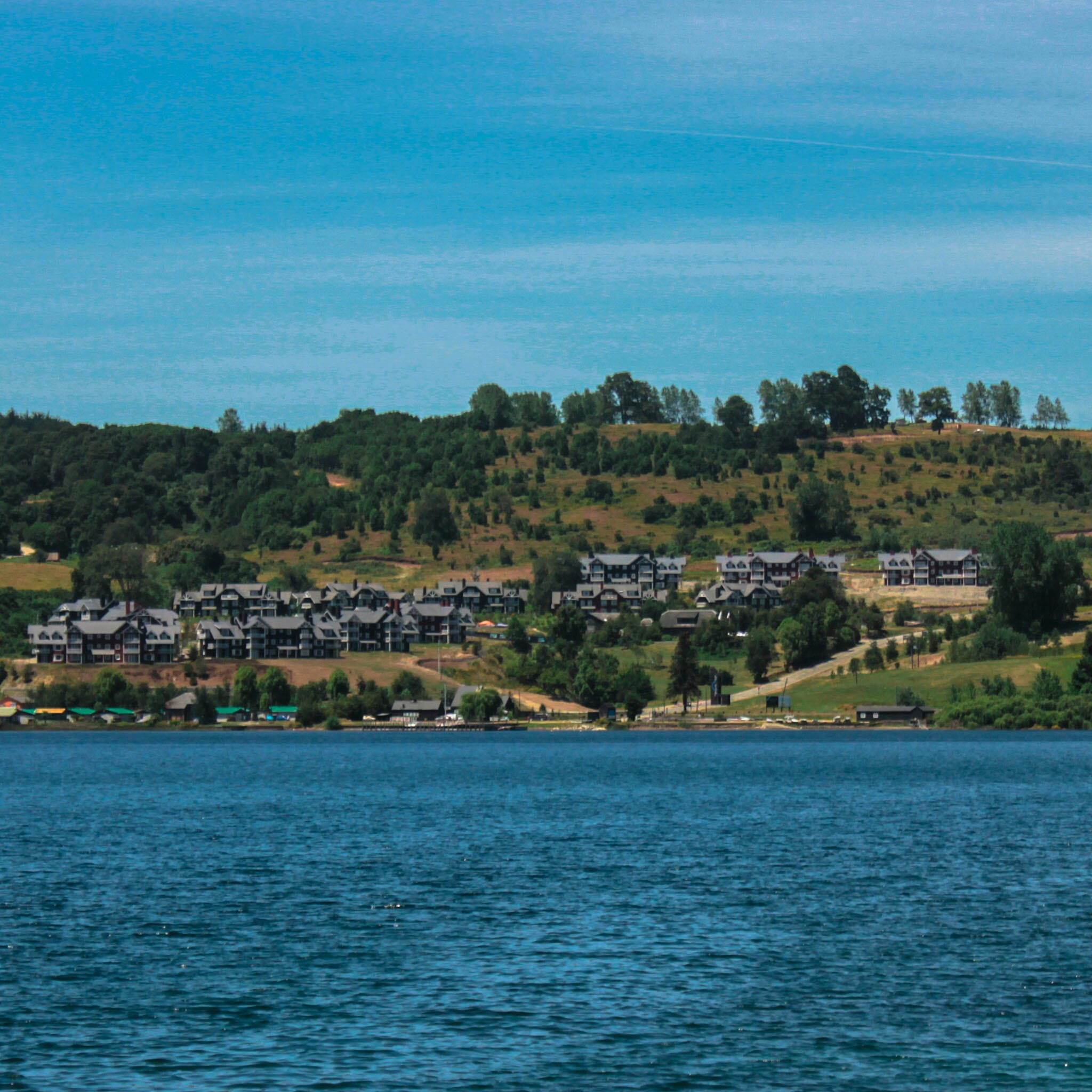
Frutillar Bajo házai a tó partján
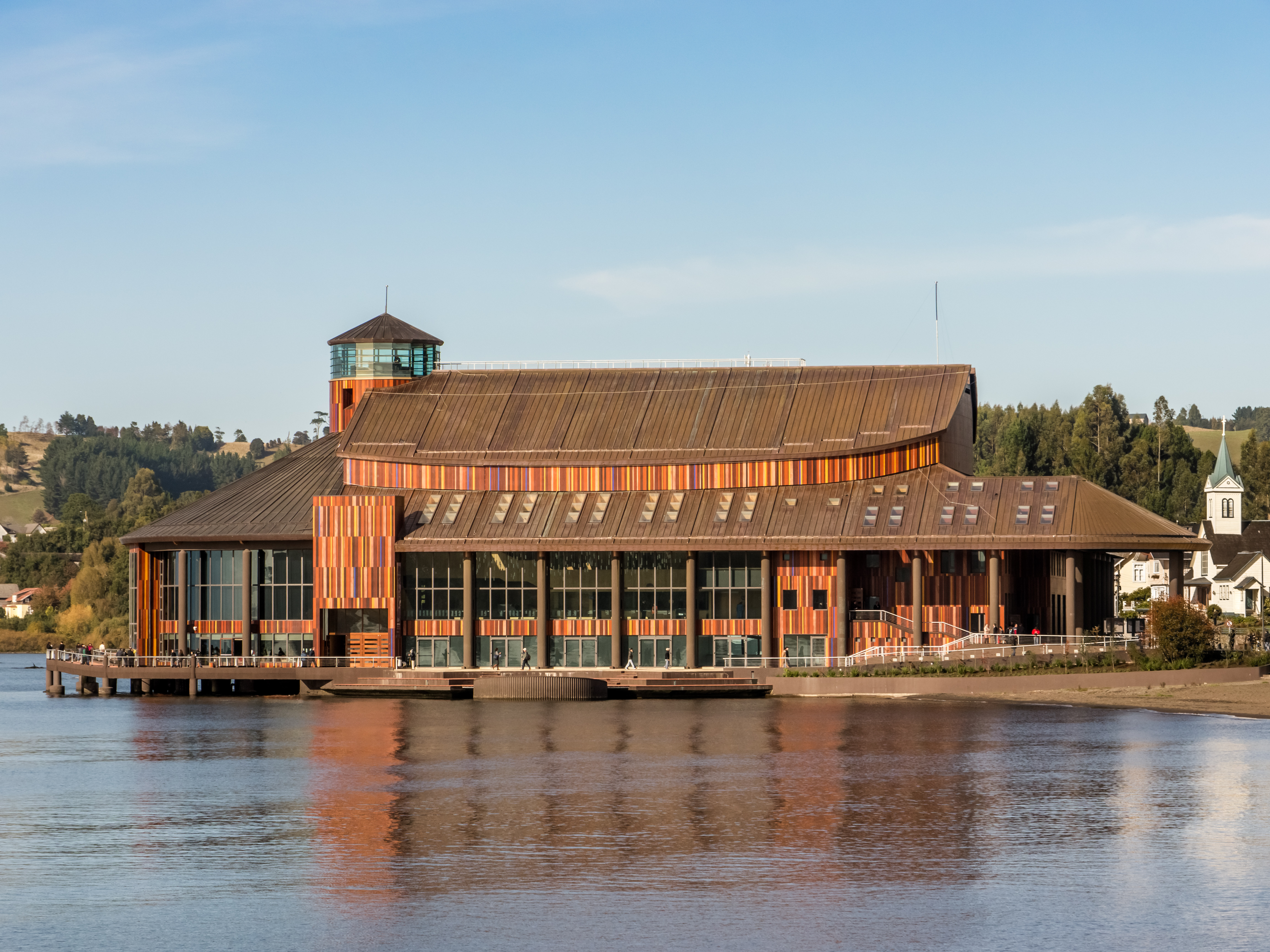
Vízparti színház Frutillarban